# 마슈급 보급함
마슈급 보급함(Mashu class replenishment oilers)은 해상자위대가 운용하는 대형 보급함이다. 건조비는 430억엔. 2015년도에 이즈모형 호위함이 취역할 때까지 해상자위대 최대의 함선이었다.